# Polylepiscus campanulae
Polylepiscus campanulae är en mångfotingart som beskrevs av Hoffman 1962. Polylepiscus campanulae ingår i släktet Polylepiscus och familjen Aphelidesmidae. Inga underarter finns listade i Catalogue of Life.